# Impact (1949)
Impact ist ein in Schwarzweiß gedrehter US-amerikanischer Film noir von Arthur Lubin aus dem Jahr 1949.

## Handlung
San Francisco zur Gegenwartszeit. Walter Williams, ein erfolgreicher Topmanager, ist mit der schönen, aber kapriziösen Irene verheiratet, die ihn heimlich mit einem jüngeren Mann betrügt. Walter möchte Irene auf eine Geschäftsreise nach Denver mitnehmen, und da er vor der Abreise in der Nähe von Sausalito zu tun hat, schlägt er ihr vor, sich dort mit ihr zu treffen und gemeinsam mit dem Auto weiterzureisen. Unter einem Vorwand hält Irene die Verabredung nicht ein und als Walter sie anruft, bittet sie ihn, ihren Cousin Jim, der zufällig dasselbe Reiseziel habe, von Sausalito aus mit seinem Wagen nach Denver mitzunehmen. Walter kennt den vermeintlichen Verwandten seiner Frau nicht und geht auf ihren Wunsch arglos ein.
Jim ist in Wirklichkeit Irenes Liebhaber, der dafür sorgt, dass der Wagen an abgelegener Stelle mit einem platten Reifen liegenbleibt. Gemeinsam beheben die beiden Männer den Schaden, dabei schlägt Jim den Nebenbuhler jedoch mit einem Schraubenschlüssel bewusstlos. Nachdem er Walter auch noch einen Steilhang hinabwirft, hält er ihn für tot. Als zwei Möbelwagenfahrer Zeugen werden, wie Jim nach der Tat wieder in den Wagen einsteigt, gerät er so in Panik, dass er das Auto in einen entgegenkommenden Tankwagen steuert, was mit einer Explosion und dem Ausbrennen seines Fahrzeuges endet.
Trotz einer schweren Kopfverletzung ist Walter nicht tot, sondern kommt wieder zu sich und schafft es sogar, unbemerkt auf den Möbelwagen zu klettern. Auf diese Weise gelangt er unbemerkt bis nach Nevada, wo er herausfindet, dass Irene überhaupt keinen Verwandten namens Jim hat.
Da die verbrannte Leiche nicht mehr zu identifizieren ist, geht die Polizei davon aus, dass Walter der Tote ist. Die Aussagen der beiden Möbelwagenfahrer decken jedoch Ungereimtheiten auf, sodass Lt. Quincy, ein kurz vor der Pensionierung stehender Polizeioffizier, mit Ermittlungen beginnt. Ein erster Hinweis ergibt sich für ihn, als im Möbelwagen Walters Aktentasche gefunden wird. Darauf befinden sich Fingerabdrücke, die als die von Jim Torrence identifiziert werden, der der Polizei aufgrund seiner kriminellen Vorgeschichte bereits bekannt ist. Den zweiten Hinweis liefert die Durchsuchung einer Wäschereilieferung für Jim, bei der Quincy Taschentücher mit Irenes Monogramm entdeckt. Bald können weitere Beweismittel sichergestellt werden, die darauf hinweisen, dass Irene und Jim gemeinsam Walters Ermordung geplant haben. Das Material reicht schließlich, um Irene unter Mordanklage vor Gericht zu stellen.
Inzwischen gelangt Walter bis nach Idaho, wo er in der Kleinstadt Larkspur Marsha Peters kennenlernt, eine schöne junge Soldatenwitwe, die die Autowerkstatt ihres Mannes nach dessen Tod mehr schlecht als recht betreibt. Sie verliebt sich in den Unbekannten, der sich unter einem falschen Namen vorstellt, stellt ihn als Mechaniker ein und bringt ihn als Mieter im Hause ihrer Mutter unter. Durch einen Zufall entdeckt die Mutter, wer Walter in Wirklichkeit ist, und da sie ihm ins Gewissen redet, offenbart er sich schließlich auch Marsha. Marsha bedrängt ihn, sich mit der Polizei in Verbindung zu setzen und Irenes Verurteilung zu verhindern, doch Walter ist zu tief verletzt und meint, dass seine Frau die Verurteilung verdient.
Er beschließt, auch Marsha zu verlassen, doch während er – nun auf sich allein gestellt – am Bahnhof von Larkspur auf seinen Zug wartet, lässt er erneut alle Argumente Revue passieren. In dieser Schlüsselszene, in der er nacheinander die Stimmen von Irene, Marsha und Marshas Mutter hört, fasst er einen Entschluss. Gemeinsam mit Marsha reist er nach San Francisco und macht bei der Polizei eine Aussage, die seinen langen Aufenthalt in Idaho jedoch damit erklärt, dass er – ausgelöst durch den Mordversuch – eine Amnesie erlitten habe. Als Lt. Quincy Irene mit der Tatsache konfrontiert, dass ihr Mann noch am Leben, ihr Liebhaber hingegen tot ist, beschuldigt sie Walter, Jim getötet zu haben, und behauptet, er habe ihr bereits bei früherer Gelegenheit damit gedroht, Jim umzubringen, falls sie die außereheliche Beziehung nicht beende. Als Zeugin für diese Auseinandersetzung benennt sie ihr chinesisches Hausmädchen Su Lin, die ihre Dienststelle inzwischen jedoch aufgegeben habe.
Walter wird daraufhin wegen Mordes angeklagt. Auf Marshas Drängen hin berichtet er Lt. Quincy schließlich alles, was er bisher noch verschwiegen hatte. Quincy ermittelt daraufhin weiter, der Versuch, Kontakt zu Su Lin aufzunehmen, ist zunächst jedoch erfolglos. Ihr Onkel Ah Sing schirmt sie ab. Su Lin ist Walter persönlich zu großem Dank verpflichtet, und da ihre Zeugenaussage Irenes Angaben in einem unwesentlichen Punkt tatsächlich bestätigen würde, fürchtet sie, Walter damit mehr zu schaden als zu nützen. Während des folgenden Gerichtstermins entdeckt Marsha im Publikumssaal Su Lin, die daraufhin flieht. Marsha folgt ihr bis nach Chinatown, wo sie sie einholt und erfährt, warum Su Lin nicht aussagen will. Beiläufig erwähnt Su Lin jedoch, dass Irene in der Mordnacht ausgegangen sei und dass sie in Irenes Manteltasche am folgenden Morgen einen Hotelzimmerschlüssel entdeckt habe. Anhand des Schlüssels ermittelt Quincy daraufhin im Airport-Hotel in Oakland, wo Jim für die Mordnacht unter falschem Namen ein Zimmer reserviert hatte, zum Treffen mit Irene jedoch nicht erschienen war.
Vor Gericht konfrontiert Walters Anwalt Irene mit einem Handschriftenvergleich, der beweist, dass sie mit Jim gemeinsam den Mord an Walter geplant hat. Die Anklage gegen Walter wird daraufhin fallengelassen; Irene wird erneut verhaftet. Vom Geschäftsvorstand erhält Walter den Auftrag, ein neues Werk in Denver zu eröffnen. Marsha wird ihn begleiten.

## Produktion und Kinoauswertung
„Impact“ war der zweite Film von Harry und Leo Popkins kleiner Firma Cardinal Pictures, die von 1949 bis 1951 sechs Filme produzierte, von denen das Rassendrama „The Well“ (1951) der bedeutendste wurde. Als Regisseur für „Impact“ engagierten die Produzenten Arthur Lubin, der 1941/42 die ersten fünf Abbott-und-Costello-Filme inszeniert hatte. Drehbuchautor Jay Dratler, einer der großen Film-noir-Spezialisten Hollywoods, hatte sich durch Vorlagen für preisgekrönte Kriminalfilme wie „Laura“ (1944) und „Call Northside 777“ (1948) empfohlen. Hinter der Kamera stand der österreichische Emigrant Ernest Laszlo, der zu diesem Zeitpunkt zwar schon auf 22 Jahre Berufserfahrung zurückblicken konnte, dessen große Karriere (ein Oscar, sieben weitere Oscar-Nominierungen) jedoch erst ein Jahr später mit „Inherit the Wind“ (1960) begann.
Als Hauptdarsteller wurde der 48-jährige Ire Brian Donlevy ausgewählt, der für seine Nebenrolle in dem Abenteuerfilm „Beau Geste“ (1939) für einen Oscar nominiert worden war. Größere Rollen hatte er in den Filmen „The Great McGinty“ (1940), „The Glass Key“ (1942) und „Hangmen Also Die“ (1943) gespielt. Helen Walker, die in „Impact“ die untreue Ehefrau spielt, war dem zeitgenössischen Publikum bestenfalls aus George Marshalls Kriminalkomödie „Murder, He Says“ oder durch ihre Nebenrollen in „Cluny Brown“ (1946) und „Nightmare Alley“ (1947) bekannt. Ella Raines hingegen war durch ihre Hauptrollen in den Filmen „Phantom Lady“ „Hail the Conquering Hero“ und „The Suspect“ (alle drei 1944) gut eingeführt. Charles Coburn, der den alternden Polizeileutnant spielt, hatte 1944 für seine Nebenrolle in der Liebeskomödie „The More the Merrier“ (1943) einen Oscar gewonnen und war dem Publikum aus vielen Filmen – wie „Bachelor Mother“ (1939), „The Lady Eve“, „The Devil and Miss Jones“ (beide 1941), „Kings Row“ (1942) und „Heaven Can Wait“ (1943) – ein Begriff. Ein Wiedersehen bot der Film auch mit der inzwischen schwer kranken Anna May Wong.
Die Außenaufnahmen für „Impact“ wurden an verschiedenen Orten in Kalifornien ausgeführt: in San Francisco, Sausalito, Larkspur, Simi Valley und Santa Monica. Die Uraufführung des Films fand am 20. März 1949 in New York City statt. Den Verleih übernahmen zunächst die United Artists, ab 1953 die Beverly Pictures.

## Kritiken
Die Meinungen der Kritiker über diesen Film fallen weit auseinander, wobei vor allem seine Einstufung als Film noir umstritten ist. Gary W. Tooze bezeichnet „Impact“ als „clandestine jewel“ (unentdecktes Schmuckstück) und „true Noir masterpiece“ (wahres Meisterwerk des Film noir). Mordlust.de hingegen urteilt, „die wenigen Noir-Aspekte des Anfangs“ verlieren sich „schon bald in einer langatmigen, wackeligen Geschichte mit dem Flair eines Gerichtsdramas und einer ‚Reicher Mann findet seine wahre Bestimmung‘-Schnulze“.